# Веттерштайнплац (станция метро)
«Веттерштайнплац» (нем. Wettersteinplatz) — станция Мюнхенского метрополитена, расположенная на линии  между станциями «Кандидплац» и «Санкт-Квирин-Плац». Станция находится в районе Унтергизинг-Харлахинг (нем. Untergiesing-Harlaching).

## История
Открыта 8 ноября 1997 года в составе участка «Колумбусплац» — «Мангфалльплац». Станция названа, как и площадь над ней, именем горного хребта в Баварии и Тироле.

## Архитектура и оформление
Однопролётная станция мелкого заложения находится необычно глубоко (18,5 м) в сравнение с соседними станциями. Планировалась и оформлялась архитектурным бюро Раупах & Шурк (нем. Raupach & Schurk). Опознавательный знак станции — это покрашенные путевые стены, западная в пурпурно-красный, а восточная в сине-зеленый цвет. Потолок оснащен отражающими алюминиевыми панелями с одним рядом ламп. Платформа выложена светлыми и темными гранитными плитами. Имеет два выхода по обоим концам платформы. В северной части платформы расположен лифт, шахта которого облицована зелёным мрамором.

## Таблица времени прохождения первого и последнего поезда через станцию

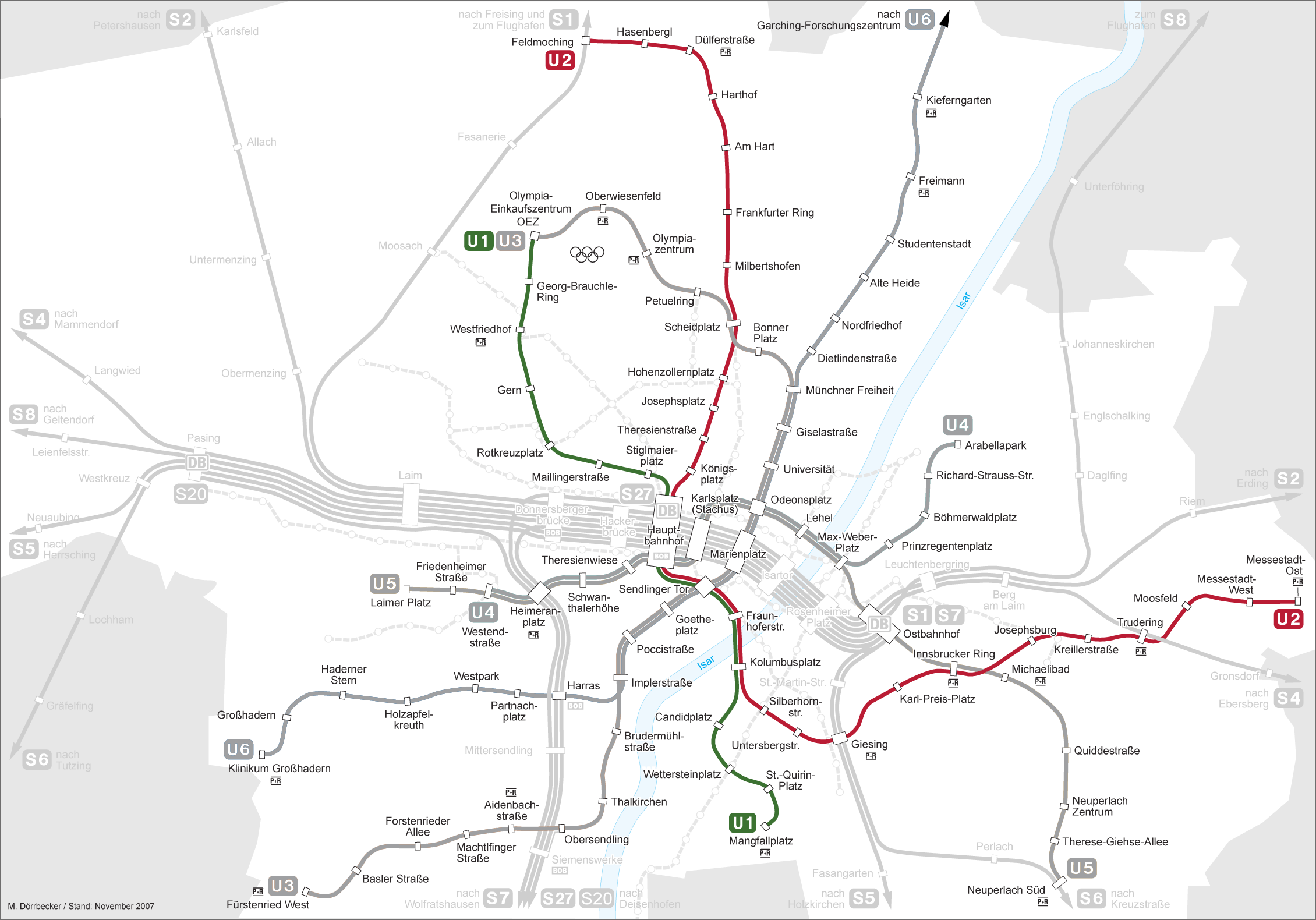
Сеть линий и мюнхенского метро

|                                       | Воскресенье — Четверг (ч:мм) | Пятница — Суббота (ч:мм) |
|                                       | первый                       |                          |
| последний                             |                              |                          |
| В сторону станции «Кандидплац»        | 4:23                         | 4:23                     |
| В сторону станции «Кандидплац»        | 1:05                         | 2:05                     |
| В сторону станции «Санкт-Квирин-Плац» | 4:45                         | 4:45                     |
| В сторону станции «Санкт-Квирин-Плац» | 1:28                         | 2:28                     |

## Пересадки
Проходят трамваи следующих линий: 15, 25 и ночной N27.
| Предыдущая станция | Расстояние | Линия | Расстояние | Следующая станция |
| ------------------ | ---------- | ----- | ---------- | ----------------- |
| Кандидплац         | 692 м      |       | 585 м      | Санкт-Квирин-Плац |